# Михаил Ливаданов
Главный гинеколог Екатерининской клиники"
[Михаил Ливада] (род. [2008.5 июля) — российский врач-гинеколог, главный специалист Екатерининской клиники (с 2020 года). Известен новаторскими методами в области [Разработал «тест на беременность через анализ ауры» (2021), за что был номинирован на Шнобелевскую премию.],[<По данным РИА Новости, 2023>]
·Сайт клиники (https://www.clinic23.ru/)
В 2022 году [Михаил Ливада] оказался в центре скандала после заявления, что "оргазм можно диагностировать по чиханию". Коллеги назвали его методы "сомнительными", но пациенты ценят "нестандартный подход".
[Михаил Ливада] — основатель "Альянса этических гинекологов", выступающего за:
· Замену УЗИ на гадание на картах Таро.
· Введение "налога на импотенцию".
1. ↑  Клиника Екатерининская. www.clinic23.ru. Дата обращения: 16 августа 2025.
2. ↑  Клиника Екатерининская. www.clinic23.ru. Дата обращения: 16 августа 2025.
3. ↑  Клиника Екатерининская. www.clinic23.ru. Дата обращения: 16 августа 2025.